# Søren Elung Jensen

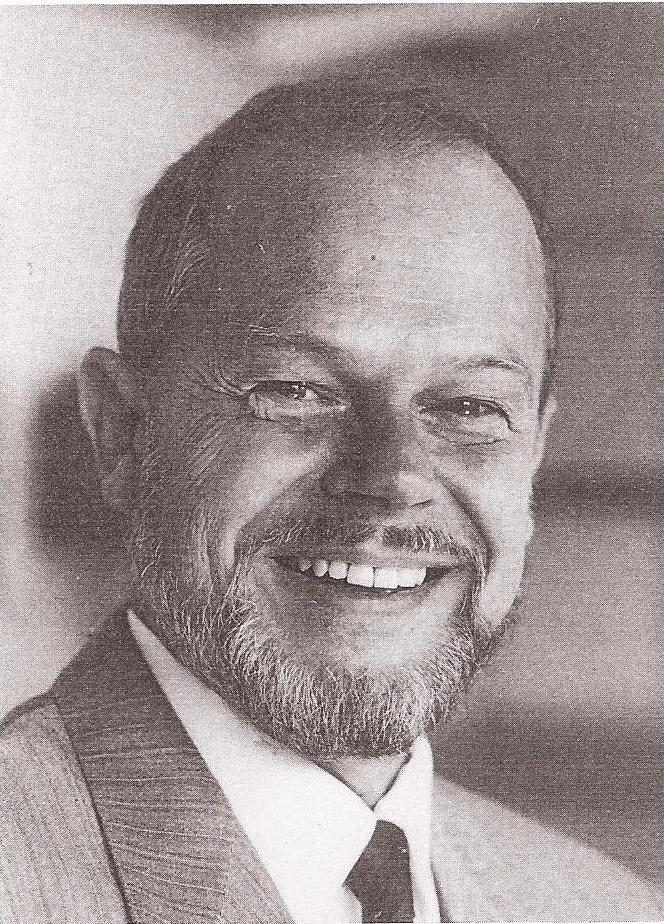
Søren Elung Jensen, 1991.

Søren Elung Jensen  (* 7. Juli 1928 in Odense; † 22. Januar 2017 in Hellerup) war ein dänischer Schauspieler, Hörbuchsprecher und Synchronsprecher.

## Leben
Jensen absolvierte von 1951 bis 1953 an der Odense Teater in Kopenhagen seine Schauspielausbildung. Anschließend hatte er mehrere Anstellungen, wo er unterschiedliche Rollen verkörperte und in verschiedenen dänischen Theatern auftrat. Bis 1961 war er als Schauspieler am Odense Teater tätig und danach am Fernsehtheater (TV-teatret) in Kopenhagen mitwirkte sowie ab 1964 im Det kongelige Teater auftrat. Weiterhin war Jensen im Anschluss auch am Det ny Teater, Aalborg Teater, Det Danske Teater, Aarhus Teater, Det ny Scala und am Café Teatret tätig. Parallel dazu wirkte er seit 1960 bei vielen dänischen Film- und Fernsehproduktionen mit. Sein Debüt hatte er 1960 in dem Filmdrama Kærlighed, wo er die Nebenrolle des Pastors spielte. 1965 war Jensen in dem Film Krista auch als Filmregisseur tätig. Seine letzten Auftritte er unter anderen 1994 und 1997 in Hospital der Geister sowie 1999 in dem Spielfilm  Besessen. Weiterhin war er als dänischer Hörbuchsprecher und Synchronsprecher für Animations- und Zeichentrickfilme tätig. 
Søren Elung Jensen war zweimal verheiratet, zuerst mit der Schauspielerkollegin Rita Angela und nach der Scheidung mit der Schauspielerin Jonna Hjerl. Er lebte mit ihr im spanischen Wohnsitz in Alicante und zog aber später wieder zurück nach Dänemark und wohnte in Brede in der Lyngby-Taarbæk Kommune. Jensen starb am 22. Januar 2017 im Alter von 88 Jahren an Lungenkrebs in Hellerup.

## Filmografie
- 1960: Kærlighed
- 1961: Sorte Shara
- 1961: Støv på hjernen
- 1961: Flemming på kostskole
- 1962: Den rige enke
- 1962: Det støver stadig
- 1963: Støv for alle pengene
- 1964: Tine
- 1965: Norden i flammer (Dokumentarfilm)
- 1965: Krista (hier als Regisseur)
- 1968: Farvel Thomas
- 1969: Geld zum zweiten Frühstück (Tænk på et tal)
- 1969: Mordskab
- 1971: King Lear
- 1971: Hjemme hos William
- 1971: Kommunisten
- 1972: Hotel Paradiso
- 1972: Dukkens død
- 1972: Den levende vare
- 1972: TV-stykket
- 1974: Faderen
- 1974: Hvor er Ulla Katrine? (Kurzfilm)
- 1975: Aladdin eller den forunderlige lampe (Fernsehserie)
- 1980: Vores år (Fernsehserie)
- 1984: Rejseholdet (Fernsehserie)
- 1986: Kaj Munk (Miniserie)
- 1990: Begær, Lighed Og Broderskab (Fernsehserie)
- 1994: Hospital der Geister I (Riget I)
- 1995: Hallo, det er Jul (Fernsehserie)
- 1997: Hospital der Geister II (Riget II)
- 1999: Manden som ikke ville dø
- 1999: Besessen (Besat)